# Maria Szczepowska
Maria Szczepowska (ur. 15 sierpnia 1919 w Wilnie, zm. 21 kwietnia 1985 w Warszawa) – polska poetka i prozaik.
Studiowała na Wydziale Humanistycznym (polonistykę) na Katolickim Uniwersytecie Lubelskim. W 1940 roku została zesłana do Kazachstanu. W latach 1943–1944 przebywała w łagrach. Do kraju powróciła w 1945 roku. Jako poetka debiutowała w roku 1946 na łamach czasopisma Kamena.

## Twórczość wybrana
- Tarnina (poezje, 1960)
- Sosenka i inne opowiadania (1989)